# Tekellatus lamingtoniensis
Tekellatus lamingtoniensis là một loài nhện trong họ Cyatholipidae. Chúng là loài duy nhất trong chi Tekellatus.